# 春光乡
春光乡，是中华人民共和国河北省张家口宣化区下辖的一个乡。

## 行政区划
春光乡下辖以下地区：
盆窑村、姚家坟村、四方台村、王河湾村、教场村、南关村、万字会村、按院村、大东村、庙底村、观后村、大北村、温室村、西城村和吕祖庙村。